# دونالد وينغ
دونالد وينغ (بالإنجليزية: Donald Goddard Wing)‏ هو أمين مكتبة أمريكي، ولد في 18 أغسطس 1904 في Athol, Massachusetts ‏ في الولايات المتحدة، وتوفي في 8 أكتوبر 1972 في Woodbridge, Connecticut ‏ في الولايات المتحدة.